# Тёняю
Тёняю (устар. Пропасть-Ю) — река в России, протекает по Приуральскому району Ямало-Ненецкого автономного округа. Длина реки составляет 33 км.
Начинается в открытой местности вблизи урочища Якорь-Диннюр. От истока течёт в общем северном направлении между озёр Торнынглор, Ун-Хувлор. Впадает в озеро Орьяхлор, лежащее на высоте 3 метра над уровнем моря. Ширина реки в низовьях — 25 метров, глубина — 2 метра, дно твёрдое, скорость течения воды 0,2 м/с.
Основные притоки — реки Коджъёль (лв), Лортэняю (пр, в 18 км от устья), Лэньшор (пр, в 13 км от устья).

## Данные водного реестра
По данным государственного водного реестра России относится к Нижнеобскому бассейновому округу, водохозяйственный участок реки — Обь от впадения реки Северная Сосьва до города Салехард, речной подбассейн реки — бассейны притоков Оби ниже впадения Северной Сосьвы. Речной бассейн реки — (Нижняя) Обь от впадения Иртыша.
Код объекта в государственном водном реестре — 15020300112115300033283.